# Q-Games
Q-Games est une société japonaise de développement de jeux vidéo, fondée par Dylan Cuthbert le 4 septembre 2001 et basée dans l'arrondissement de Nakagyō-ku à Kyoto.

## Ludographie et développements
- 2006 : Intersect (Game Boy Advance)
- 2006, novembre : participation à l'élaboration du moteur graphique du système d'exploitation de la PlayStation 3
- 2007 : PixelJunk Racers (PlayStation 3)
- 2007 : Star Fox Command (Nintendo DS)
- 2007, décembre : Gaïa, visualiseur pour le lecteur de musique (PlayStation 3 à partir du firmware 2.10)
- 2008 : PixelJunk Monsters (PlayStation 3)
- 2008 : PixelJunk Eden (PlayStation 3)
- 2009 : PixelJunk Shooter (PlayStation 3)
- 2009 : Art Style: Digidrive (Nintendo DSi)
- 2009 : Reflect Missile (Nintendo DSi)
- 2009 : Starship Patrol (Nintendo DSi)
- 2010 : 3D Space Tank (Nintendo DSi)
- 2011 : PixelJunk Shooter 2 (PlayStation 3)
- 2011 : PixelJunk SideScroller (PlayStation 3)
- 2012 : PixelJunk 4am (PlayStation 3)
- 2013 : Visualizer (PlayStation 3)
- 2014 : Nom Nom Galaxy (Playstation 4, Windows, Mac OS X, Linux)
- 2015 : PixelJunk Shooter Ultimate (Windows)
- 2016 : The Tomorrow Children (PlayStation 4)
- 2016 : Dead Hungry (Windows)
- NC : Eden Obscura (iOS, Android)

Sources,